# Alcidia glabella
Alcidia glabella (ehem. Paralcidia glabella) ist eine Art der Ammoniten (Ammonoidea) aus dem Jura. Die Tiere verfügten über die typisch involute, kaum skulptierte Schale der Gattung Alcidia und erreichten einen maximalen Schalendurchmesser von 70 (Makroconch) beziehungsweise 20 mm (Mikroconch). Die Ammoniten wurden als Fossil in Europa gefunden. Erstbeschrieben wurde die Art 1859 von John Leckenby.

## Merkmale
Alcidia glabella wies ein involutes, komprimiertes Gehäuse auf. Die Externseite der Innenwindungen war zugeschärft, die der Wohnkammer dagegen eher gerundet. Das Gehäuse war skulpturlos und wies nur schwach angedeutete, entferntständige Sichelrippen auf. Der Mündungsrand der Art war, wie bei allen Alcidia-Arten, einfach gestaltet und wies seitliche Apophysen („Ohren“) auf. Der bis zu 20 mm große Mikroconch war weniger involut als der maximal 70 mm große Makroconch und besaß einen Windungsquerschnitt auf, der weniger dreieckig war.

## Stratigraphie und geographische Verbreitung
Alcidia glabella kommt selten in Schichten aus dem oberen Callovium vor. Auf Großbritannien wurde der Ammonit in der athleta- und lamberti-Zone gefunden und ist damit eine Art des ausgehenden Mitteljuras.

## Taxonomie
Die Art wurde 1859 von John Leckenby aus dem Hackness-Rock-Member des Oxford Clay als Ammonites glabella anhand eines weitgehend vollständigen Makroconchs (Inventarnummer NHM 39562) erstbeschrieben.
2013 schlug Hüseyin Özdikmen die Umbenennung der Gattung Paralcidia Spath, 1928 zu Alcidia Rollier, 1913 vor. Dies war notwendig, da der Genus Paralcidia bereits 1906 von Warren für ein Genus in der Ordnung der Lepidoptera vergeben wurde.